# Approximationseigenschaft
Die Approximationseigenschaft ist eine Eigenschaft von Banachräumen, bei der es um die Approximation kompakter Operatoren durch lineare Operatoren endlichen Ranges geht. Es war vierzig Jahre lang ein offenes Problem, ob alle Banachräume diese Eigenschaft haben. Ein eng damit verwandtes Problem ist die Frage, ob alle separablen Banachräume eine Schauderbasis besitzen.

## Wie es begann
Die Geschichte dieses Begriffs beginnt am 6. November 1936. Stefan Banach pflegte im Schottischen Café zu Lwów, damals Lemberg, über mathematischen Problemen zu grübeln. Zur Dokumentation dieser Probleme wurde ein Notizbuch angeschafft, in dem sich nicht nur die mathematische Elite Lembergs wiederfindet, sondern auch Problemformulierungen von John von Neumann, Maurice René Fréchet oder Pawel Sergejewitsch Alexandrow. Zur Lösung der Probleme wurden manchmal Preise wie „zwei kleine Bier“ oder „eine Flasche Wein“ in Aussicht gestellt. Dieses Buch heißt wegen des Cafés das Schottische Buch und konnte über den Krieg hinaus gerettet werden (siehe dazu Massenmorde in Lemberg im Sommer 1941, Deutsche Besetzung Polens 1939–1945). Am 6. November 1936 trug Stanisław Mazur das folgende Problem Nummer 153 ein:
Sei {\displaystyle f(x,y)} eine stetige Funktion für {\displaystyle 0\leq x,y\leq 1} und sei {\displaystyle \epsilon >0}.
Gibt es endlich viele Zahlen {\displaystyle a_{1},\ldots ,a_{n},b_{1},\ldots ,b_{n},c_{1}\ldots ,c_{n}}, so dass
{\displaystyle {\big |}f(x,y)-\sum _{k=1}^{n}c_{k}\cdot f(a_{k},y)f(x,b_{k}){\big |}\leq \epsilon }
für alle {\displaystyle 0\leq x,y\leq 1} ?
Stanisław Mazur fügte hinzu, dass diese Aussage klar sei, falls {\displaystyle f} stetige Ableitungen besitze. Der Preis für eine Lösung des allgemeinen Falls war eine lebende Gans.
In dieser Formulierung wird eine Funktion zweier Variabler als Summe von Produkten von Funktionen mit nur einer Variablen approximiert. Das Problem lässt daher eine Beziehung zu Tensorprodukten vermuten. In der Tat, als Alexander Grothendieck in den 50er Jahren über natürliche Topologien auf Tensorprodukten lokalkonvexer Räume arbeitete, fand er gleich zwei solcher Topologien und eine Eigenschaft, die die lokalkonvexen Räume haben sollten, damit diese beiden Topologien zusammenfallen. Dazu würde es genügen, wenn jeder Banachraum diese Eigenschaft hätte. Dies ist die sogenannte Approximationseigenschaft, die sich auch ohne Rückgriff auf den Begriff des Tensorprodukts definieren lässt:

## Definition der Approximationseigenschaft
Ein Banachraum E hat die Approximationseigenschaft, wenn es zu jeder kompakten Menge {\displaystyle K\subset E} und jedem {\displaystyle \epsilon >0} einen stetigen, linearen Operator {\displaystyle T:E\rightarrow E} endlichen Ranges gibt, so dass {\displaystyle \|Tx-x\|\leq \epsilon } für alle {\displaystyle x\in K}.

### Äquivalente Formulierung
Ein Banachraum E hat genau dann die Approximationseigenschaft, wenn es zu jedem Banachraum F und jedem kompakten Operator {\displaystyle S:F\rightarrow E} und jedem {\displaystyle \epsilon >0} einen stetigen, linearen Operator {\displaystyle T:F\rightarrow E} endlichen Ranges mit {\displaystyle \|T-S\|\leq \epsilon } gibt.

### Beschränkte und metrische Approximationseigenschaft
Kann man die Norm der approximierenden Operatoren {\displaystyle T} in obiger Definition sogar durch eine Konstante beschränken, so sagt man, der Banachraum habe die beschränkte Approximationseigenschaft. Kann man dies sogar mit der Konstanten 1 bewerkstelligen, so spricht man von der metrischen Approximationseigenschaft.

## Banachräume mit Schauderbasis
Banachräume mit Schauderbasis haben die beschränkte Approximationseigenschaft. Die Umkehrung gilt nicht, wie Stanislaw Szarek 1987 anhand eines Gegenbeispiels zeigen konnte.
Damit haben die meisten klassischen Banachräume die Approximationseigenschaft:
- Hilberträume haben die Approximationseigenschaft.
- Ist {\displaystyle (X,\mu )} ein Maßraum und {\displaystyle 1\leq p\leq \infty }, so hat Lp{\displaystyle (X,\mu )} die Approximationseigenschaft, insbesondere haben die Folgenräume {\displaystyle \ell ^{p}} die Approximationseigenschaft.
- Der Raum {\displaystyle c_{0}} aller Nullfolgen hat die Approximationseigenschaft.
- Ist {\displaystyle X} ein vollständig regulärer Raum, so hat {\displaystyle (C^{b}(X),\|\cdot \|_{\infty })}, der Raum der beschränkten, stetigen Funktionen {\displaystyle X\rightarrow {\mathbb {K} }} mit der Supremumsnorm, die Approximationseigenschaft.

## Lokalkonvexe Räume
Die Approximationseigenschaft lässt sich wie folgt auf lokalkonvexe Räume ausdehnen. 
Ein lokalkonvexer Raum {\displaystyle E} hat die Approximationseigenschaft, wenn der Raum der linearen Operatoren endlichen Ranges bzgl. der Topologie der gleichmäßigen Konvergenz auf relativ kompakten Mengen der Vervollständigung von E dicht liegt im Raum der stetigen linearen Operatoren.
D.h. ist {\displaystyle S:E\rightarrow E} stetig und linear, {\displaystyle U\subset E} eine Nullumgebung und {\displaystyle K\subset E} relativ kompakt in der Vervollständigung von {\displaystyle E}, so gibt es einen linearen Operator {\displaystyle T} endlichen Ranges auf {\displaystyle E}, so dass {\displaystyle T(x)-S(x)\subset U} für alle {\displaystyle x\in K}.

## Permanenzeigenschaften

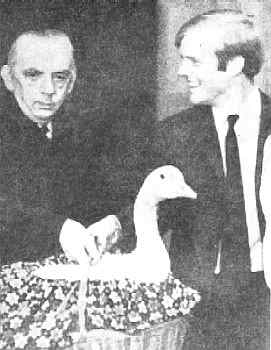
Per Enflo nimmt den Preis entgegen.

- Ist {\displaystyle (E_{j})_{j}} eine Familie lokalkonvexer Räume mit Approximationseigenschaft, so haben auch der Produktraum {\displaystyle \Pi _{j}E_{j}} (mit der Produkttopologie) und die direkte Summe {\displaystyle \textstyle \bigoplus _{j}E_{j}} (mit der Finaltopologie) die Approximationseigenschaft.
- Haben {\displaystyle E} und {\displaystyle F} die Approximationseigenschaft, so hat auch das injektive Tensorprodukt {\displaystyle E\otimes _{\epsilon }F} die Approximationseigenschaft.
- Sind {\displaystyle E} und {\displaystyle F} metrisierbare lokalkonvexe Räume mit Approximationseigenschaft, so hat auch das projektive Tensorprodukt {\displaystyle E\otimes _{\pi }F} die Approximationseigenschaft.
- Die Vervollständigung eines Raumes mit Approximationseigenschaft hat ebenfalls die Approximationseigenschaft.
- Seien {\displaystyle E} und {\displaystyle F} Banachräume, so dass {\displaystyle E\,'} und {\displaystyle F} die Approximationseigenschaft haben. Dann haben auch {\displaystyle K(E,F)}, der Raum der kompakten Operatoren {\displaystyle E\to F}, und {\displaystyle (N(E,F).\|\cdot \|_{1})}, der Raum der Spurklasseoperatoren {\displaystyle E\to F}, die Approximationseigenschaft.

## Räume ohne Approximationseigenschaft
Grothendieck bemerkte, dass die Frage, ob alle Banachräume die Approximationseigenschaft haben, zum Problem 153 des Schottischen Buches äquivalent ist, konnte sie aber nicht klären. Erst zwanzig Jahre später erfuhr dieses Problem durch den schwedischen Mathematiker Per Enflo eine negative Lösung. Gleichzeitig zeigte dies, dass es Banachräume ohne Schauderbasis geben muss. Kurz nach der Veröffentlichung seiner Arbeit reiste Per Enflo nach Warschau und nahm die versprochene Gans entgegen.
Das Beispiel von Per Enflo war 'konstruiert'. Mittlerweile kennt man auch 'prominente' Banachräume ohne Approximationseigenschaft. 1981 konnte  Andrzej Tomasz Szankowski zeigen, dass der Raum der beschränkten linearen Operatoren über einem unendlich-dimensionalen Hilbertraum nicht die Approximationseigenschaft hat.
Jeder Banachraum {\displaystyle \ell ^{p},p\in [1,\infty ]\setminus \{2\}}, besitzt einen abgeschlossenen Untervektorraum, der nicht die Approximationseigenschaft hat. Der Fall {\displaystyle p=2} ist hier natürlich herauszunehmen, da es sich dabei um einen Hilbertraum handelt.